# テイキング・ザ・ロング・ウェイ
『テイキング・ザ・ロング・ウェイ』（Taking the Long Way）は、アメリカ合衆国の女性カントリー・グループ、ディクシー・チックスが2006年に発表した7作目のスタジオ・アルバム。『ホーム』（2002年）以来4年振りのスタジオ・アルバムに当たる。ディクシー・チックスのアルバムとしては初めて、全曲の作詞・作曲にメンバー自身が関与した作品となった。

## 背景
2003年3月10日、ナタリー・メインズがロンドン公演中にジョージ・W・ブッシュを批判し、ブッシュが自分と同じテキサス州出身であることを恥じていると発言したのを受けて、アメリカではラジオ局によるボイコットやメンバーに対する脅迫が起こった。その騒動は本作の内容に反映されており、メインズ自身は「私達は、このアルバムを作らないとそれを乗り越えることができなかった。たとえ誰も聴いてくれないとしても」とコメントしている。
リック・ルービンがプロデューサーを務め、ルービン自身は本作について「我々は、トム・ペティやグラム・パーソンズのような、カントリー寄りのロック・アルバムを作ろうと思った」と語っている。多くの曲をメンバーと共作したダン・ウィルソンはセミソニックの元メンバーで、ルービンがエグゼクティヴ・プロデューサーとして携わったアルバム『Free Life』でソロ・デビューを果たしており、ルービンの紹介で本作に参加した。また、ルービンと関係の深いトム・ペティ&ザ・ハートブレイカーズのマイク・キャンベルとベンモント・テンチ、レッド・ホット・チリ・ペッパーズのチャド・スミス等がレコーディングに参加している。
ケブ・モと共作した曲「アイ・ホープ」は、2005年9月9日に行われたハリケーン・カトリーナ被災者支援のためのチャリティ・コンサート「Shelter from the Storm: A Concert for the Gulf Coast」で初披露され、同月には配信が開始された。本作にはジョン・メイヤーがゲスト参加した別ヴァージョンが収録されている。
本作は当初、2006年4月にリリースされる予定だったが、最終的には5月に延期された。

## 反響・評価
母国アメリカの『ビルボード』では、総合アルバム・チャートのBillboard 200で自身3度目、カントリー・アルバム・チャートでは4度目の1位獲得を果たし、2007年1月にはRIAAによってダブル・プラチナの認定を受けている。
スウェーデンでは2006年6月15日付のアルバム・チャートで初登場8位となり、2週間後に1位を獲得して、11週連続でトップ10入りした。オーストラリアのアルバム・チャートでは2週連続で2位を記録し、合計51週にわたりトップ50入りするロング・ヒットとなった。
Stephen Thomas Erlewineはオールミュージックにおいて5点満点中4点を付け「音作りは熱さに欠けるとはいえ、『テイキング・ザ・ロング・ウェイ』は別の意味で力強く、カントリーから離れていくことへの恐れを感じさせない、確信に満ちた作品となっている」と評している。一方、Alexis Petridisは『ガーディアン』紙のレビューで5点満点中2点を付け「前作『ホーム』におけるブルーグラスからの影響を捨て去って、滑らかで曖昧なカントリー風AORになった」「皮肉なことに、ディクシー・チックスは自由主義運動で事件を起こしていながら、サウンドは以前よりも保守的になった」と評している。

## 受賞
2006年の第48回グラミー賞では、本作に先行して発表された「アイ・ホープ」が最優秀カントリー・ソング賞と最優秀カントリー・パフォーマンス賞（デュオまたはグループ部門）にノミネートされたが、受賞は果たせなかった。続く2007年の第49回グラミー賞では、本作が最優秀アルバム賞と最優秀カントリー・アルバム賞の2部門、「ノット・レディ・トゥ・メイク・ナイス」が最優秀レコード賞、最優秀楽曲賞、最優秀カントリー・パフォーマンス賞（デュオまたはグループ部門）の3部門を受賞し、主要4部門のうち3部門をディクシー・チックスが独占する結果となった。
カナダのジュノー賞ではインターナショナル・アルバム賞を受賞した。

## 収録曲
特記なき楽曲はナタリー・メインズ、マーティ・マグワイア、エミリー・ロビソン、ダン・ウィルソンの共作。
1. ザ・ロング・ウェイ・アラウンド - "The Long Way Around" - 4:33
2. イージー・サイレンス - "Easy Silence" - 4:02
3. ノット・レディ・トゥ・メイク・ナイス - "Not Ready to Make Nice" - 3:58
4. エヴリバディ・ノウズ - "Everybody Knows" (Gary Louris, Natalie Maines, Martie Maguire, Emily Robison) - 4:18
5. ビター・エンド - "Bitter End" (G. Louris, N. Maines, M. Maguire, E. Robison) - 4:38
6. ララバイ - "Lullaby" - 5:51
7. ラボック・オア・リーヴ・イット - "Lubbock or Leave It" (Mike Campbell, N. Maines, M. Maguire, E. Robison) - 3:54
8. サイレント・ハウス - "Silent House" (Neil Finn, N. Maines, M. Maguire, E. Robison) - 5:24
9. フェイヴァリット・イヤー - "Favorite Year" (Sheryl Crow, N. Maines, M. Maguire) - 4:29
10. ヴォイス・インサイド・マイ・ヘッド - "Voice Inside My Head" (Linda Perry, N. Maines, M. Maguire, E. Robison, Dan Wilson) - 5:52
11. アイ・ライク・イット - "I Like It" (G. Louris, N. Maines, M. Maguire, E. Robison) - 4:34
12. ベイビー・ホールド・オン - "Baby Hold On" (G. Louris, N. Maines, M. Maguire, E. Robison, Pete Yorn) - 5:03
13. ソー・ハード - "So Hard" - 4:28
14. アイ・ホープ - "I Hope" (Keb' Mo', N. Maines, M. Maguire, E. Robison) - 5:25

## 参加ミュージシャン
- ナタリー・メインズ - ボーカル、オムニコード
- マーティ・マグワイア - フィドル、マンドリン、ヴィオラ、ボーカル、ストリングス・アレンジ
- エミリー・ロビソン - バンジョー、ギター、アコーディオン、シタール、パポース、ボーカル

アディショナル・ミュージシャン
- ダン・ウィルソン - ギター、12弦ギター、ピアノ、ベース、バックグラウンド・ボーカル
- マイク・キャンベル - ギター、12弦ギター
- スモーキー・ホーメル - ギター
- ゲイリー・ルーリス - ギター、12弦ギター、バックグラウンド・ボーカル
- ロイド・メインズ - ペダル・スティール、マンドリン、オクターヴ・マンドリン
- ジョン・メイヤー - ギター
- ジョニー・ポロンスキー - ギター、ラップ・スティール、ピアノ、ベース
- マット・スウィーニー - ギター
- ラリー・ネクテル - ピアノ、ハモンドオルガン、エレクトリックピアノ
- ベンモント・テンチ - ピアノ、ハープシコード、ハモンドオルガン、ハーモニウム、エレクトリックピアノ、タック・ピアノ、ファーフィサ・オルガン
- ジャスティン・メルダル・ジョンセン - ベース
- セバスチャン・スタインバーグ - ベース
- チャド・スミス - ドラムス
- レニー・カストロ - パーカッション
- クリス・テスタ - シロフォン、オーケストラ・チャイム
- リチャード・ドッド - チェロ
- マーヴィン・エチオーニ - マンドリン
- ケブ・モ - バックグラウンド・ボーカル
- ボニー・レイット - バックグラウンド・ボーカル
- デヴィッド・キャンベル - ストリングス・アレンジ(#3)
- スージー片山 - ストリングス・コントラクター(#3)
- スティーヴ・バーリン - ホーン・アレンジ(#11, #14)
- ブライアン・スワーツ - ホーン・アレンジ、トランペット(#11, #14)
- テリー・ランドリー - サックス(#11, #14)
- ロン・プライス - サックス(#11, #14)